# Olympique de Lyon
Olympique de Lyon —oficialmente en francés Olympique Lyonnais (pronunciación en francés: /ɔlɛ̃pik ljɔnɛ/) —, también conocido como OL, es un club de fútbol con sede en la metrópoli de Lyon, Francia. Actualmente participa en  la Ligue 1. Es uno de los equipos más populares y el cuarto más laureado en la historia del fútbol francés, con siete campeonatos de Ligue 1. Disputa sus encuentros como local en el estadio Parc Olympique Lyonnais, con capacidad para 59 186 espectadores.
El club Lyon Olympique Universitaire (LOU, Universidad Olímpica de Lyon) se formó en 1899, de acuerdo con muchos partidarios y los historiadores del deporte, pero no se estableció a nivel nacional como un club profesional. En 1950 vio la fundación oficial del Olympique Lyonnais por disidentes del LOU que querían hacer un club profesional de nivel nacional en Lyon. Su período más exitoso ha sido los años 2000. El club ganó su primer campeonato de la Ligue 1 en 2002, iniciando una racha récord de siete títulos nacionales consecutivos. El Lyon también ostenta en su palmarés ocho Trofeos de los Campeones, cinco Copas de Francia, una Coupe de la Ligue, y tres Campeonatos de la Ligue 2. Ha aparecido en la UEFA Champions League en once ocasiones y durante la temporada 2009-10 llegó a las semifinales de la competición por primera vez después de tres apariciones anteriores en los cuartos de final.
El Lyon era un miembro del G-14 grupo de clubes líderes europeos de fútbol y son miembros fundadores de su sucesora, la Asociación de Clubes Europeos. El presidente del Lyon es Jean-Michel Aulas. El club es dirigido por Laurent Blanc.
El OL es uno de los clubes más populares de Francia. Alrededor de un 11% de la población del país apoya al club, esto es cerca de 7 millones de personas. Es, por tanto, el tercer equipo más seguido en Francia, por detrás del Olympique de Marsella y el Paris Saint-Germain respectivamente. Además, fue el club más rico del país en la temporada 2008-09, en la que generó un flujo de ingresos anuales de 139,6 millones de euros de acuerdo a los contadores Deloitte. Posee un equipo femenino (OL Lyonnes), cuyos éxitos son superiores a los de su par masculino en el plano local, siendo el club más laureado de Francia, consiguiendo 18 Ligas (récord), 10 Copas de Francia (récord) y 3 Supercopas de Francia (récord), y en Europa son aún mayores sus éxitos coronándose en 8 ocasiones, 5 de ellas consecutivas de la Liga de Campeones Femenina de la UEFA (2016, 2017, 2018, 2019 y 2020), siendo el club más laureado en la máxima competición continental. Esto convirtió al equipo femenino en un gigante a nivel europeo y mundial.

## Historia

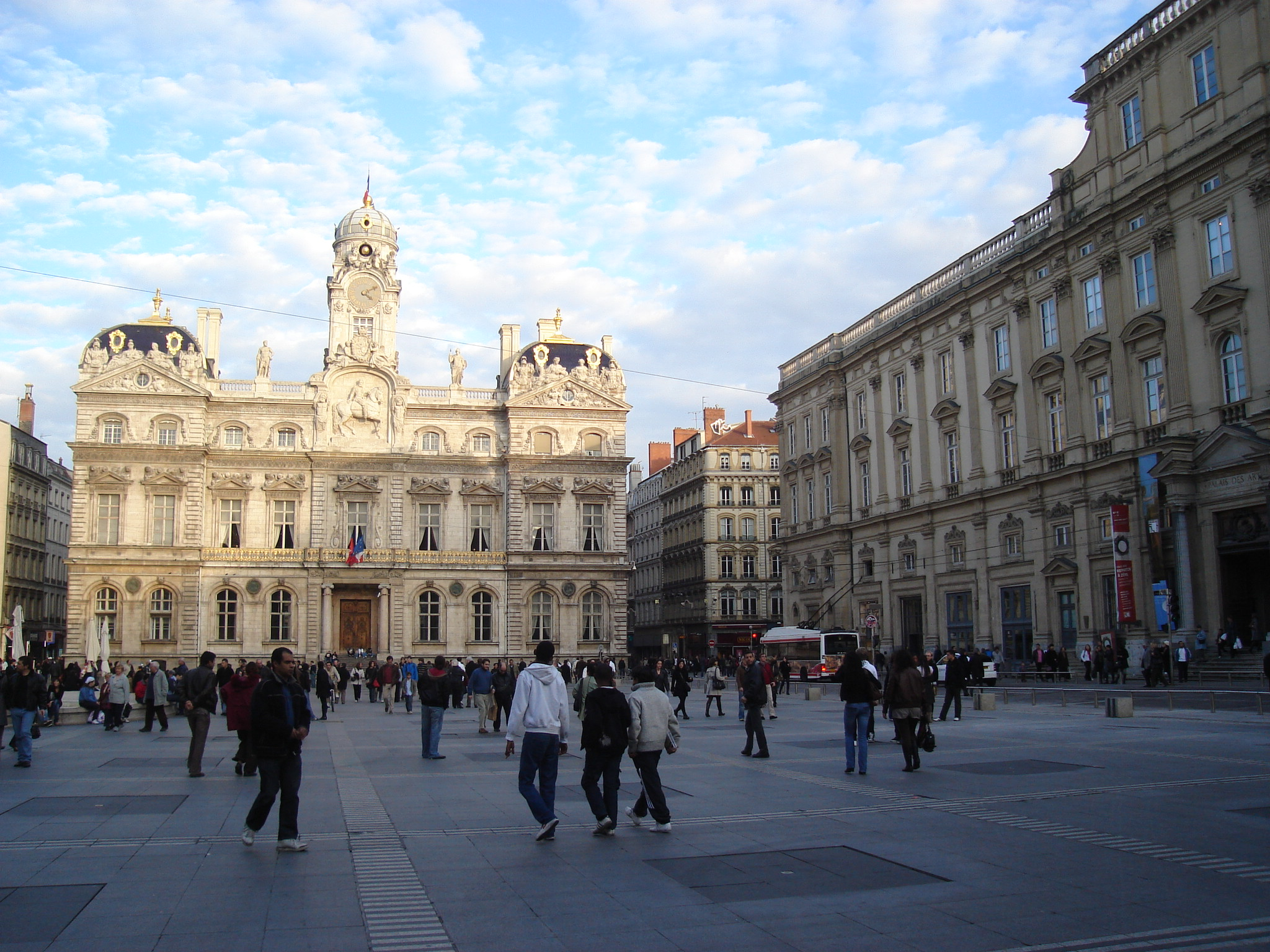
La Place des Terreaux fue el lugar de celebración de los honores del Olympique Lyonnais.

El club se fundó el 3 de agosto de 1899 como Olympique de Lyon et du Rhône, por disidentes del Lyon Olympique Universitaire, fundado en 1896, pero que no quería acceder al profesionalismo y que existe todavía. Hasta los años 2000 (su período más exitoso hasta el momento), había conseguido 3 Copa de Francia (1964, 1967, 1973), 1 Trophée des champions (1973) y 1 Copa Intertoto (1997), pero ningún título de liga.

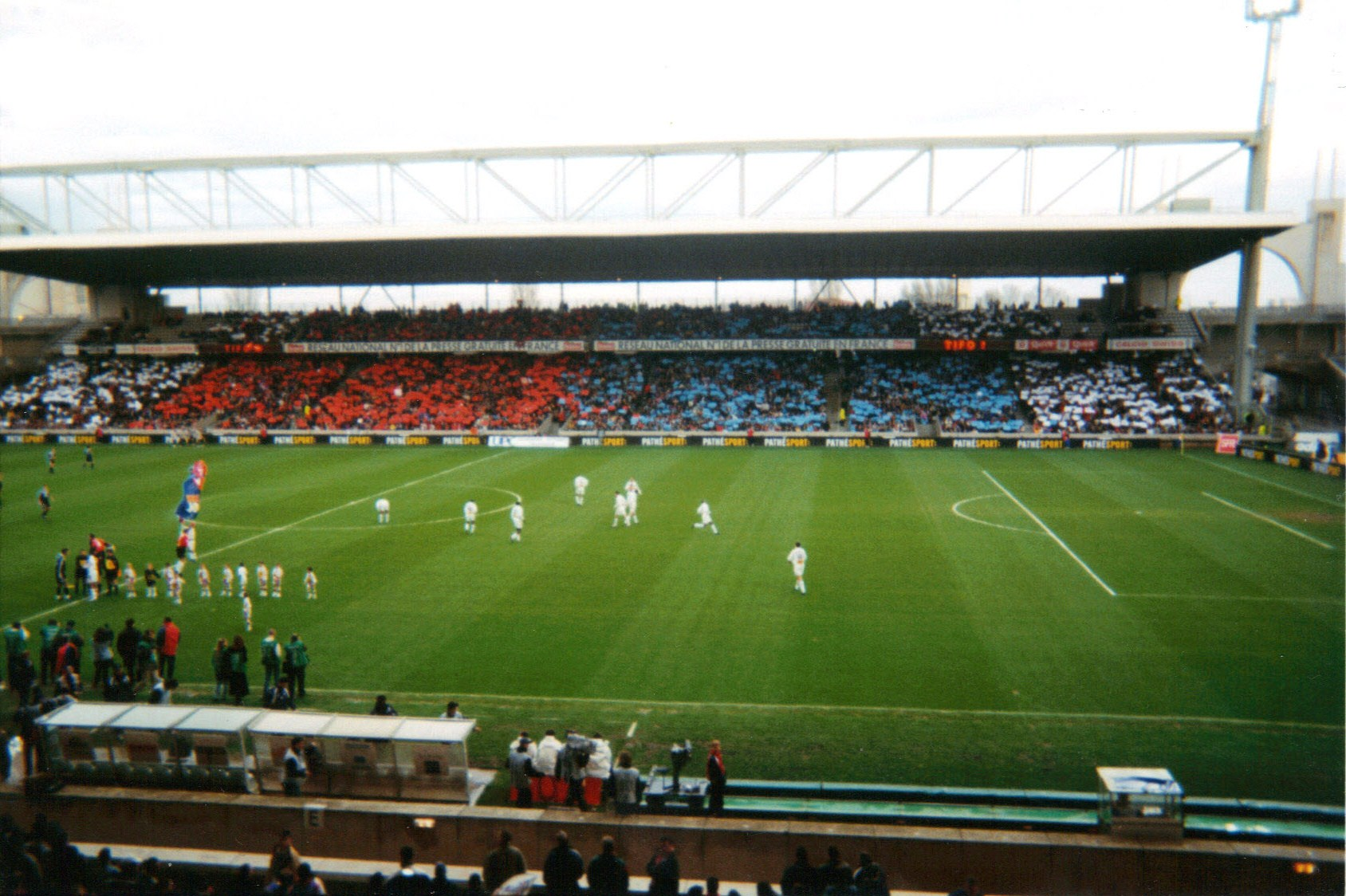
En el año 2001, Lyon terminó segundo en el campeonato y ganó la Copa de la Liga.

El club ganaría su primer campeonato de la Ligue 1 en 2002, iniciando así una serie sin precedentes, tanto en Francia como en Europa, de siete títulos consecutivos como campeón de liga. Además de los títulos ligeros, el club se consagraría nuevamente en la Copa de Francia (2008, 2012), en el Trophée des champions (2003, 2004, 2005, 2006, 2007, 2012) y por primera vez en la Copa de la Liga de Francia (2001).
En la temporada 2009-10 consigue su mejor participación en una Liga de Campeones de la UEFA, alcanzando las semifinales, instancia en la cual caería ante el Bayern Múnich. En octavos de final había eliminado nada más y nada menos que al Real Madrid y en cuartos al Girondins de Bordeaux.
La temporada 2010-11 terminaría como la peor temporada del club desde que se convirtieron en candidatos al título a comienzos de la década de 2000. Lyon terminó la temporada con menos de 65 puntos (64); la última vez que sumó menos de 70 puntos, había sido en la temporada 2002-03 (68 puntos), pero fue suficiente para salir campeón en ese momento. Con un tercer lugar, se clasificó para la ronda preliminar de la Liga de Campeones 2011-12. En el torneo europeo, Lyon se enfrentó de nuevo al Real Madrid en los octavos de final, pero no pudo repetir la gesta de la Liga de Campeones de la UEFA 2009-10. Después de un empate 1-1 en Gerland, el club fue goleado por 3-0 en la capital española. El desempeño en la Copa de la Liga y la Copa de Francia también fue poco satisfactorio.
En los últimos años, el club ha logrado 2 subcampeonatos de liga (2014-15, 2015-16) y 3 terceros lugares (2012-13, 2017-18, 2018-19). En Copa, destaca el título obtenido durante la temporada 2011-12. Además, obtuvo 2 subcampeonatos de Copa de la Liga (2011-12, 2013-14) y 2 subcampeonatos de Supercopa (2015, 2016). En el panorama internacional, el mayor logro fue llegar a las semifinales de la Liga Europa de la UEFA 2016-17.
En la temporada 2019-20, el club disputó las semifinales de la Liga de Campeones de la UEFA,siendo la 2.ª vez en su historia que llega a esta instancia del torneo europeo, en una temporada atípica para el fútbol mundial producto de la pandemia mundial de coronavirus. La Ligue 1 fue terminada de manera abrupta por el gobierno francés para no propagar la enfermedad en los estadios a través del público asistente, lo cual dejó al Lyon sin chances de jugar torneos europeos la próxima temporada, pues quedó en el 7° puesto de la tabla antes de la suspensión del torneo. Además, el club perdió la final de la Copa de la Liga ante el Paris Saint-Germain.
El 2 de abril de 2024, consigue vencer al Valenciennes 3-0 y alcanzar la Final de la Copa Francia por 1ª vez en 12 años.
El 15 de noviembre del 2024, se hace público su virtual descenso a la Ligue 2, si no logra resolver su escuálida situación financiera, que se hará efectiva a final de temporada. El 24 de junio de 2025, se confirma su descenso a la segunda división, debido a que el club francés no ha arreglado su situación financiera. En julio de 2025, la Comisión de Apelación de la DNCG (la autoridad de control financiero del fútbol francés) revocó el descenso administrativo del Olympique de Lyon a la Ligue 2, permitiendo al club participar en la temporada 2025/26 de la Ligue 1 bajo ciertas condiciones económicas no esclarecidas.

## Símbolos

### Historia y evolución del escudo

Escudo de armas de la ciudad de Lyon del que se tomaron los colores.

La primera capa del Olympique Lyonnais se crea en 1950 con la fundación del club. Los colores rojo y azul son propuestos por el cirujano Trillat Marcel. El escudo está directamente inspirado en el emblema de la ciudad de Lyon que lleva "en campo de gules un león en el dinero léopardée cola, la cabeza cosida Azure tres flores de lis de oro", es decir, dicen que un escudo de armas, la parte inferior es de color rojo y cubierto con un león con una tapa de color azul y cubierto con tres flores de lis. El de la Olympique de Lyon sigue siendo la misma característica, pero sustituyendo los lis menos con una referencia en la parte superior OL. Este logotipo aparece en la parte central del tronco de las camisetas en primer lugar. Se mantiene durante los primeros diez años de existencia antes de ser reemplazado después de la década de 1960. Desde 1970, la cresta se vuelve más compleja con una serie de rayas blancas, azules y blancas en el flanco derecho, el resto es de color rojo con el motivo de una pelota de fútbol venció a la función de león de la ciudad de Lyon. OL cartas están a la izquierda del león y se entrelazan. Este motivo se enfrenta con un león carta OL se mantiene en el logotipo de 1961 a 1989.
Después de la llegada de Jean-Michel Aulas, en 1987, el estudio de un nuevo emblema se puso en marcha. Aparece en las camisetas en 1989 y ya no representa los escudos de armas original. Su diseño es más dinámica y moderna. Se caracteriza por letras mayúsculas OL con una gota de sombra a la derecha. Dos bordes en forma de "V" están integrados en las cartas. El borde superior es de color rojo y el azul segundos. Este logotipo será utilizado por el Olympique de Lyon hasta 1996. El año 1996 marca una nueva evolución en el diseño del emblema del Olympique Lyonnais. Se encontró una capa con la cabeza, es decir, una banda horizontal superior. Es de color rojo con el fondo y dos líneas marcadas "Olympique Lyonnais" en letras mayúsculas de oro. El color de fondo se superpone en letras azules OL-alineado de tuberías de oro y negro. La característica del león de la ciudad de Lyon se inserta en la letra O en oro. Pequeños cambios en el escudo de armas se hizo en 2006. Se trata de la palabra "Olympique Lyonnais", en la parte superior. El oro se sustituye por el blanco.

## Indumentaria

### Colores
Históricamente, el color de la camiseta en casa del Olympique Lyonnais es de color blanco. Los primeros años hasta 1961 y la camiseta blanca está cubierta con un borde en forma de "V" formada por dos franjas rojas bleue70. que son los colores de la ciudad de Lyon. Los cortos son de color azul y el lugar de la mancha roja en la camiseta se encuentra justo debajo del cuello o en el lado izquierdo del pecho.
Un primer cambio en el estilo de la camisa se hizo en 1961 con la sustitución de las líneas radiolúcidas en forma de "V" con dos tiras de color azul y roja que se coloca horizontalmente en la ventre71. El corto mantiene su color azul, hasta 1964, cuando fue sustituido por el blanco y esto hasta 1967. La camiseta con franjas rojas y azules fue abandonado durante las temporadas de 1967-1968 y 1969-1979 para dar paso a una camiseta blanca con pantalón azul socio. Entre estas dos fechas, la camiseta con franja horizontal de color azul y pantalones cortos réutilisé72 rojo y azul se asocia con pantalones cortos blancos desde 1970 hasta 1971.
Desde 1971, una nueva versión de la camiseta aparece. Se trata de un jersey blanco tradicional con dos delgadas bandas verticales de color rojo y bleu73 colocado en el lado izquierdo de la camisa. La banda azul en un primer momento el derecho hasta 1974, entonces los colores se invierten hasta el año 1976.
Después de 1976, un cambio radical se realiza sobre la túnica del Lyon club. El color blanco es reemplazado por una camisa de color rojo conjunto totalmente y los pantalones cortos y sin blasón en ambas temporadas entre 1976 y 1978 y este rojo se completa en varias franjas verticales azules las dos próximas temporadas. La camiseta roja se ha unido nuevamente reemplazado a partir de 1985 y hasta 1990, con algunas variaciones, especialmente en 1985, cuando la parte superior de la camisa y las mangas son de color blanco y luego en 1989 con un color azul en forma de banda "V" en la parte superior de la camisa.
El original color blanco se le da al día después de 1990. Ese año, superando el estilo de la década de 1950 están de vuelta en su lugar. Los próximos cinco años ofrece más de varios colores con camisetas predominantemente blancas. Luego, en 1996, las rayas verticales rojas y azules están de vuelta en su lugar. Estos se colocan en el lado izquierdo de la camiseta hasta el año 1998 antes de pasar a la modelo con dos tiras anchas verticales colocados en el centro de la camiseta hasta el año 2001. Al año siguiente, el equipo lleva una camiseta sólo blanco. El resto del año 2000 ofrece una alterna bandas verticales o plantas túnicas o en latérales. En 2009, el Olympique Lyonnais opta de nuevo por una camiseta con rayas horizontales, pero a la inversa en comparación con el año 1960 como la línea roja está en la cima. Al año siguiente, en 2010, el OL tiene una diagonal jersey rayas con leones bandas integrado.
- Uniforme titular: Camiseta blanca con detalles azules y rojos, pantalón blanco y medias blancas.
- Uniforme alternativo: Camiseta negra, pantalón negro y medias negras.

Cronología:
| 2000-01 | 2001-02 | 2002-04 | 2004-06 | 2006-07 | 2007-08 | 2008-09 | 2009-10 | 2010-11 |

| 2011-12 | 2012-13 | 2013-14 | 2014-15 | 2015-16 | 2016-17 | 2017-18 | 2018-19 | 2019-20 |

| 2020-21 | 2021-22 | 2022-23 | 2023-24 | 2024-25 | 2025-26 |

### Proveedores y patrocinadores
| Años      | Marca deportiva |
| --------- | --------------- |
| 1964-1978 | Le Coq Sportif  |
| 1978-1980 | Pony            |
| 1980-1985 | Puma            |
| 1985-1991 | Duarig          |
| 1991-1995 | Nike            |
| 1995-2002 | Adidas          |
| 2002-2010 | Umbro           |
| 2010-act. | Adidas          |

| Años      | Patrocinio                        |
| --------- | --------------------------------- |
| 1968-1969 | Vittel                            |
| 1972-1973 | Chemise Club/Perrier              |
| 1973-1974 | Mister West/Perrier               |
| 1974-1975 | Trois Carrefour                   |
| 1975-1976 | Jelmoli/RTL/Perrier               |
| 1976-1977 | Banga                             |
| 1977-1980 | RTL                               |
| 1980-1986 | Carrefour                         |
| 1986-1987 | Carrefour/Europe 1                |
| 1987-1988 | Europe 1/Giraudy Affichage        |
| 1988-1989 | Noirclerc/Le69                    |
| 1989-1990 | Faure/Le69                        |
| 1990-1991 | Candia/Le69                       |
| 1991-1992 | Zenith Data Systems/Canal+/Candia |
| 1992-1993 | Zenith Data Systems/Canal+        |
| 1993-1995 | Justin Bridou/Sodexho             |
| 1995-1996 | Justin Bridou/Aoste               |
| 1996-1997 | Sodexho                           |
| 1997-1999 | Vediorbis                         |
| 1999-2000 | Pathé                             |
| 2000-2001 | Pathé/Infogrames                  |
| 2001-2002 | Renault V.I./Continental/Atari    |
| 2002-2004 | Renault Trucks/Continental        |
| 2004-2006 | Renault Trucks/LG Mobile          |
| 2006-2009 | Novotel/Ticket Restaurant         |
| 2009-2010 | PlayStation 3/Kool Shen/BetClic   |
| 2010-2011 | BetClic/Everest Poker             |
| 2011-2012 | Everest Poker/Veolia              |
| 2012-2020 | Hyundai/Veolia                    |
| 2020-act. | Emirates                          |

## Rivalidades
Históricamente el Lyon tiene una rivalidad con el AS Saint-Étienne, con quien disputa el Derby Rhône-Alpes esta rivalidad se debe a la proximidad geográfica de las dos ciudades, ya que solo las separan 62 kilómetros. Sin embargo, desde el dominio del club al comienzo del nuevo milenio, ha establecido rivalidades con el Olympique de Marsella, FC Burdeos, Paris Saint-Germain y el Olympique Lille. El Lyon también comparte rivalidades menores con otros clubes de Ródano-Alpes, Grenoble y AS Lyon Duchère.
La rivalidad Saint-Étienne comenzó durante la década de 1960 cuando Lyon estableció la residencia permanente en la primera división francesa. La rivalidad de Arpitan se debe a la proximidad de ambos clubes, separados por solo 38 millas, así como a la diferencia histórica social y cultural entre las dos ciudades donde tienen su sede; Lyon se cita como más de clase alta, mientras que Saint-Étienne se cita como más de clase trabajadora. El derbi también enfrenta al "club francés más exitoso recientemente" (Lyon) contra "el club francés anteriormente más grande" (Saint-Étienne) y a menudo se cita como uno de los puntos más altos de la temporada de la Ligue 1.
La rivalidad del Lyon con el Marsella se remonta al 23 de septiembre de 1945, cuando los clubes disputaron su primer partido. El derbi, a menudo llamado Choc des Olympiques ("Choque de los Juegos Olímpicos") u Olympico, a menudo se cita como particularmente importante ya que ambos clubes tienen un alto nivel en el fútbol francés y el campeonato se decide regularmente entre los dos. Marsella, Saint-Étienne, Lyon y PSG son los únicos clubes franceses que han ganado la primera división francesa cuatro veces seguidas y el Marsella lo ha hecho en dos ocasiones.

## Infraestructura

### Estadio
Olympique de Lyon juega sus partidos de local en el Parc Olympique Lyonnais, un moderno recinto inaugurado en el año 2016 que reemplazó a su antiguo estadio, el Stade Gerland. Su nueva cancha tuvo un costo aproximado de €480.000.000 y cuenta con una capacidad para 59.186 espectadores. El partido inaugural fue disputado el 9 de enero de 2016 entre el Lyon y el Troyes, en el marco de la vigésima jornada de la Ligue 1. El delantero Alexandre Lacazette, por aquel entonces jugador del Lyon, tuvo el honor de marcar el primer gol en el nuevo estadio.
Desde su inauguración el estadio ha sido sede de importantes competiciones internacionales, como la Eurocopa 2016 y el Mundial femenino de 2019, ambos torneos disputados en Francia. Además, fue seleccionado como una de las sedes para albergar el campeonato de fútbol durante los Juegos Olímpicos de París 2024.

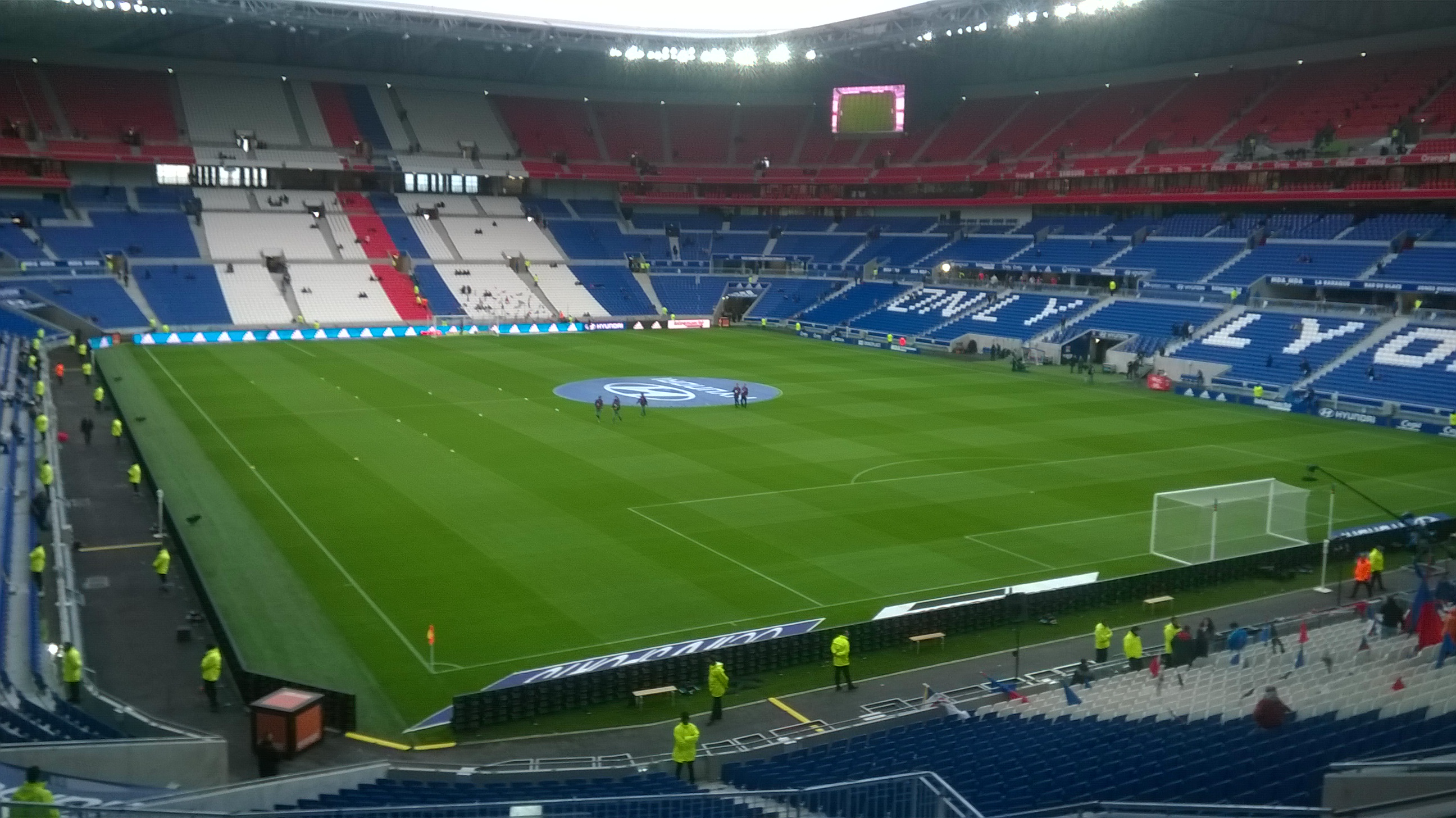
Panorámica del Parc Olympique Lyonnais.

## Afición

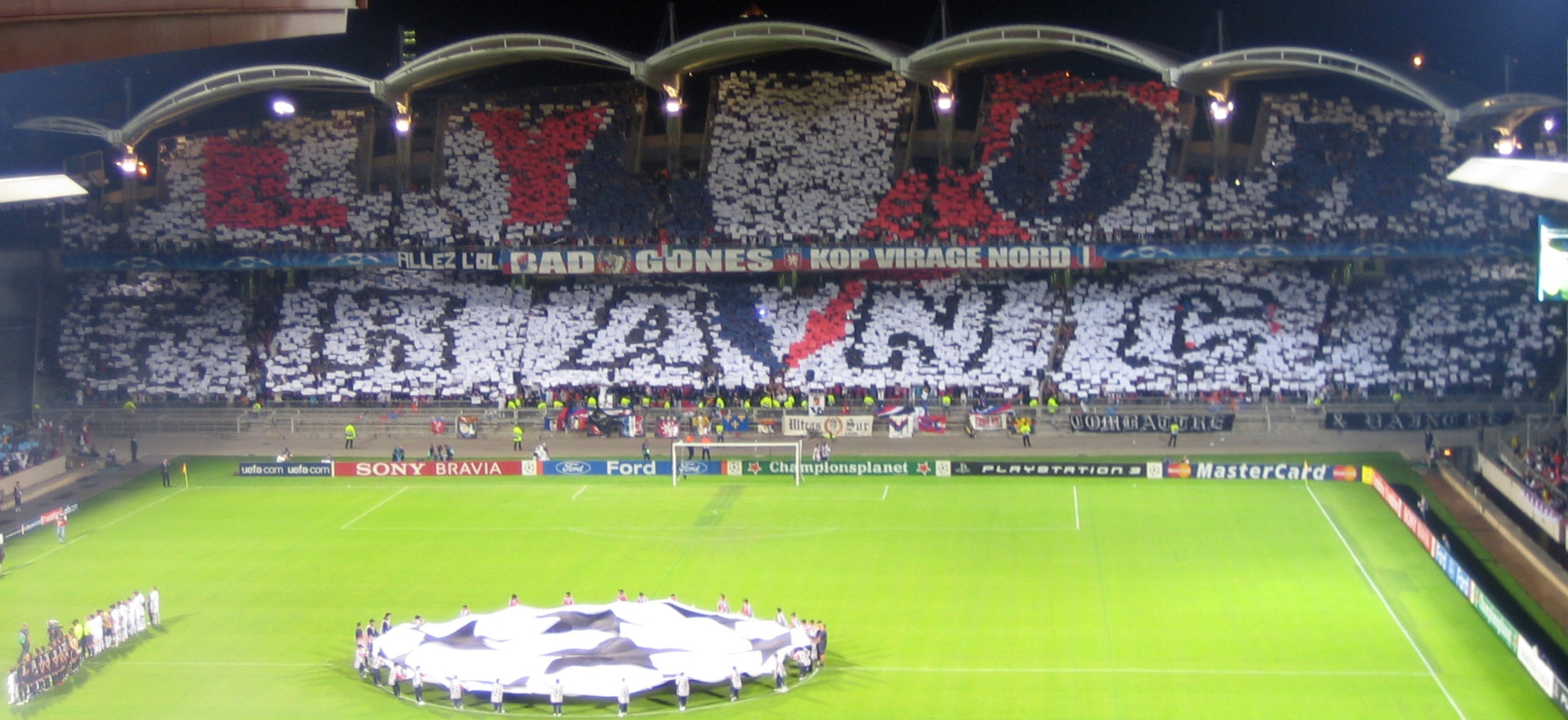
Tribuna Bad Gones antes del partido Lyon - Real Madrid en 2006.

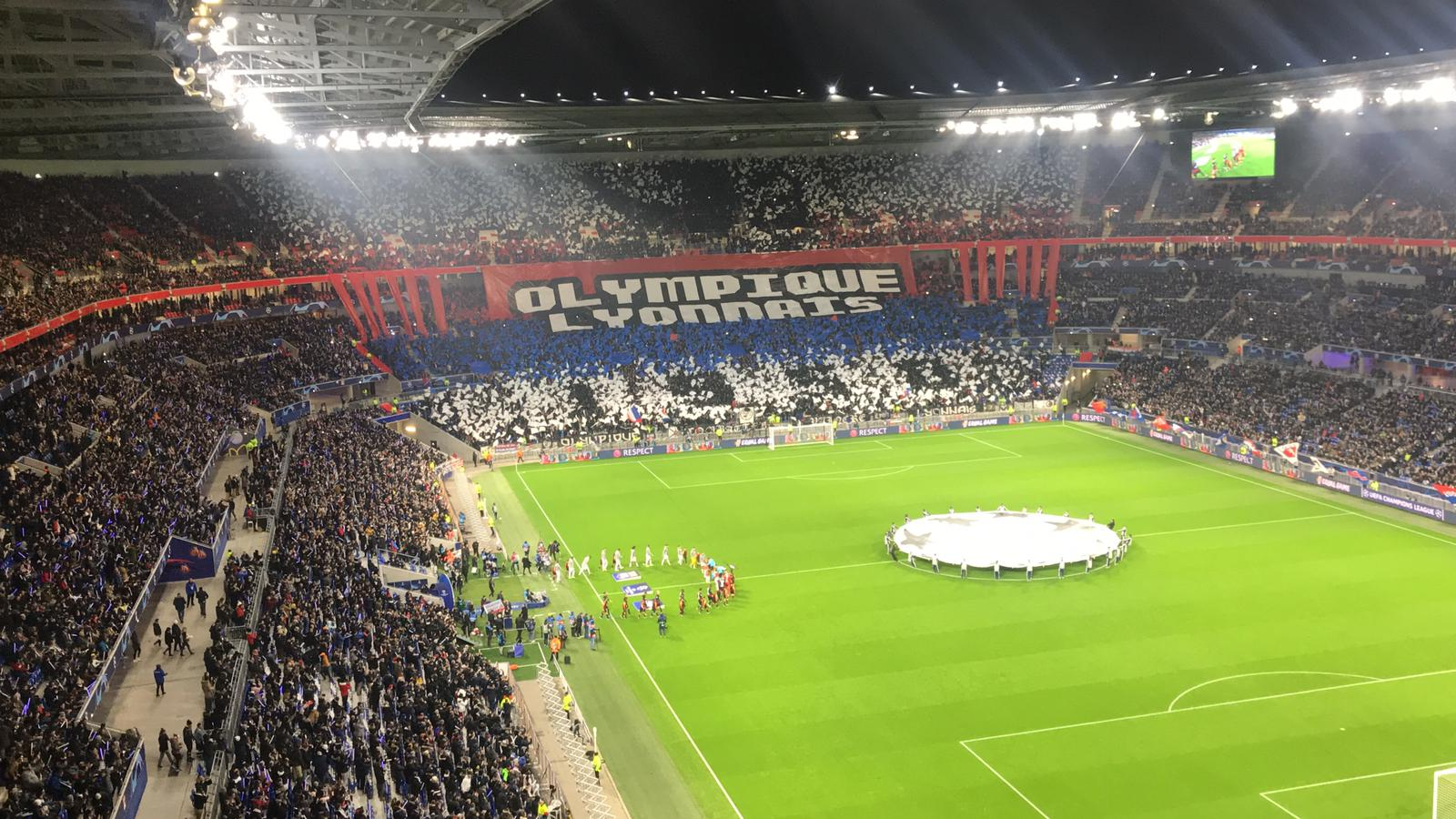
Afición del Lyon en el partido frente al RB Leipzig en la Liga de Campeones 2019 en el Parc Olympique Lyonnais.

El Olympique Lyonnais tiene una base de seguidores muy activa y leal compuesta por muchos grupos de aficionados. Uno de los grupos más notables del club son los Bad Gones ("Chicos malos"). Los Bad Gones se establecieron en 1987 en el momento de la compra del equipo por parte de Jean-Michel Aulas y ocupan el área Virage Nord del Stade de Gerland. Durante la temporada 2007-08, el grupo celebró su vigésimo aniversario. Los Bad Gones es el grupo de seguidores más grande de Francia y tiene una reputación muy sólida en Europa, debido al control del club de la Ligue 1, así como a las continuas apariciones del Lyon en la UEFA Champions League.
Otro grupo de aficionados notable es la Cosa Nostra Lyon, que ocupa el área Virage Sud del estadio. El grupo fue creado en 2007 como resultado de una fusión entre dos grupos, los Lugdunum, que existían desde 1993 y Nucleo Ultra, que se formó en 2000. La fusión se creó para lograr una sensación de estabilidad entre los aficionados. El grupo ya no es reconocido por el club, pero continúa operando de manera funcional. Otros grupos de apoyo son los Hex@gones, que se formó en 2000 y se sientan en la zona de Virage Sud, los Gastrogones, que ocupan el stand de Jean Bouin, y el O'Elles Club, que se sientan en el stand de Jean Jaurès.

## Datos del club
- Temporadas en la Ligue 1: 63.
- Mejor puesto en la liga: 1.º (7 ocasiones).
- Peor puesto en la liga: 19.º (1982-83).
- Mayor número de puntos en una temporada: 84 (2005-06).
- Mayor número de goles en una temporada: 87 (2017-18).
- Mayor goleada a favor
  - En competiciones nacionales:
    - Lyon 8-0 Olympique de Marsella en la Temporada 1996-97.
    - Lyon 8-0 Angers SCO en la Temporada 1967-68.

  - En competiciones internacionales:
    - Lyon 7-0 Red Boys Differdange en la Copa de la UEFA 1974-75.
- Mayor goleada en contra:
  - En competiciones nacionales:
    - Lens 9-2 Lyon en la Temporada 1945-46.

  - En competiciones internacionales:
    - FC Barcelona 5-1 Lyon en la Liga de Campeones de la UEFA 2018-19.
- Jugador con más partidos disputados: Serge Chiesa (541).
- Jugador con más goles anotados: Fleury Di Nallo (182).

## Propiedad y finanzas
El Olympique de Lyon ha sido desde sus inicios una asociación afiliada a la Federación Francesa de Fútbol bajo el nombre de “Olympique de Lyon et du Rhône”, pero también una empresa compuesta por un solo presidente. Esta última tiene la condición de sociedad anónima deportiva profesional y gestiona el grupo profesional así como el merchandising. El holding OL Groupe también cotiza en bolsa.
El Olympique de Lyon fue propiedad del empresario de Jean-Michel Aulas, que adquirió el club el 15 de junio de 1987. Es el fundador y director de operaciones de CEGID (Compagnie Européenne de Gestion par l'Informatique Décentralisée). Después de librar al club de su deuda, Aulas reestructuró la administración del club y reorganizó las finanzas y, en un lapso de dos décadas, transformó al club de un equipo de segunda división en uno de los clubes de fútbol más ricos del mundo. Sin embargo, los críticos han criticado a Aulas por dirigir el club como si fuera un negocio. El club opera actualmente en la Bolsa de Valores de Europa bajo el nombre OL Groupe, con sus iniciales OLG.
En abril de 2008, la revista de negocios Forbes clasificó al Lyon como el decimotercer equipo de fútbol más valioso del mundo. La revista valoró el club en 408 millones de dólares (275,6 millones de euros), excluida la deuda. En febrero de 2009, el Lyon se clasificó en el puesto 12 en la Deloitte Football Money League, lo que supuestamente generó unos ingresos anuales de 155,7 millones de euros para la temporada 2007-08, que se encuentra entre los mejores clubes de fútbol del mundo en términos de ingresos.
En 2016, un fondo de capital privado chino adquirió una participación del 20% en el Grupo Olympique Lyonnais por 100 millones de euros. El fondo fue administrado por IDG Capital Partners.
En diciembre de 2022, el empresario estadounidense John Textor completó la compra del club, poseyendo el 77,49% de las acciones, convirtiéndose así en el nuevo propietario. Bajo este acuerdo, el club sugirió que Aulas continuara como presidente durante al menos tres temporadas más. Sin embargo, el 8 de mayo de 2023, se anunció que Textor había reemplazado a Aulas como presidente y director ejecutivo de OL Groupe, convirtiéndose así en el nuevo presidente del Olympique Lyonnais, poniendo fin a los 36 años de mandato de Aulas, durante los cuales se ganaron más de 50 títulos importantes, tanto para equipos masculinos como femeninos. Jean-Michel Aulas fue nombrado presidente honorario, y L'Équipe informó que Aulas recibiría una compensación de 10 millones de euros por su salida y conservaría una participación del 9% en el club.
El 13 de julio de 2023, el francés Santiago Cucci fue nombrado nuevo presidente ejecutivo interino del OL Groupe, pero dimitió en noviembre.
Las deudas del club aumentaron en unos 50 millones de euros en 2024, y el 15 de noviembre de 2024, el Lyon se vio amenazado con un descenso provisional a la Ligue 2 y una prohibición de fichajes si no saldaba sus deudas pendientes antes del final de la temporada 2024-25. En los días siguientes, los hinchas expresaron su enojo y exigieron la dimisión de John Textor.
El 30 de junio de 2025, el club anunció la salida de John Textor; Michele Kang es nombrado presidenta del Olympique Lyonnais mientras que Michael Gerlinger se convierte en director general.

## Directiva

### Presidencia

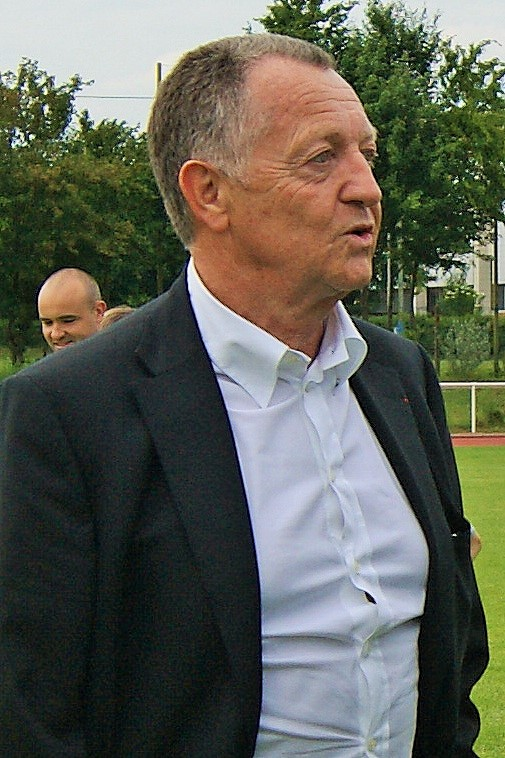
Jean-Michel Aulas, presidente del Olympique de Lyon desde 1987 hasta 2023.

El Olympique de Lyon ha tenido, contando al actual, 11 presidentes desde que el club fue fundado en 1950.
| No. | Periodo     | Presidente        |
| 1   | 1950 - 1959 | Armand Groslevin  |
| 2   | 1959 - 1965 | Ferdinand Maillet |
| 3   | 1965 - 1977 | Edouard Rochet    |
| 4   | 1977 - 1981 | Roger michaux     |
| 5   | 1981 - 1982 | Jean Perrot       |
| 6   | 1982 - 1983 | Raymond Ravet     |
| 7   | 1983 - 1987 | Charles Mighirian |
| 8   | 1987 - 2023 | Jean-Michel Aulas |
| 9   | 2023        | Santiago Cucci    |
| 10  | 2023 - 2025 | John Textor       |
| 11  | 2025 - Act. | Michele Kang      |

## Estadísticas del club

### Jugadores con más partidos
| Jugador              | Partidos |
| -------------------- | -------- |
| Serge Chiesa         | 541      |
| Grégory Coupet       | 519      |
| Fleury Di Nallo      | 494      |
| Yves Chauveau        | 490      |
| Anthony Lopes        | 489      |
| Aimé Mignot          | 424      |
| Sidney Govou         | 412      |
| Anthony Réveillère   | 400      |
| Alexandre Lacazette  | 391      |
| Ángel Rambert        | 380      |
| Juninho Pernambucano | 344      |

### Jugadores con más goles
Estos son los máximos goleadores que han vestido la camiseta del Lyon:
| Jugador              | Goles |
| -------------------- | ----- |
| Fleury Di Nallo      | 222   |
| Alexandre Lacazette  | 201   |
| Serge Chiesa         | 132   |
| Bernard Lacombe      | 128   |
| Juninho Pernambucano | 100   |

### Los ganadores del premio UNFP Jugador del Año
Los siguientes jugadores han ganado el Jugador del Año UNFP mientras jugaba para Lyon:
| Jugador              | Año  |
| -------------------- | ---- |
| Michael Essien       | 2005 |
| Juninho Pernambucano | 2006 |
| Florent Malouda      | 2007 |
| Karim Benzema        | 2008 |
| Mariano Diaz         | 2014 |
| Alexandre Lacazette  | 2015 |

## Estadísticas en competiciones internacionales

### Por competición
Nota: En negrita competiciones activas.
| Competición                                                  | Temp. | PJ  | PG  | PE | PP | GF  | GC  | Dif. | Puntos | Mejor posición |
| ------------------------------------------------------------ | ----- | --- | --- | -- | -- | --- | --- | ---- | ------ | -------------- |
| Liga de Campeones de la UEFA                                 | 18    | 148 | 65  | 37 | 46 | 232 | 178 | +54  | 232    | Semifinal      |
| Liga Europa de la UEFA                                       | 16    | 92  | 53  | 16 | 23 | 168 | 113 | +55  | 175    | Semifinal      |
| Recopa de Europa de la UEFA                                  | 4     | 22  | 9   | 5  | 8  | 31  | 28  | +3   | 32     | –              |
| Copa Intertoto de la UEFA                                    | 1     | 8   | 7   | 0  | 1  | 21  | 7   | +14  | 21     | Campeón        |
| Total                                                        | 38    | 270 | 134 | 58 | 78 | 452 | 326 | +126 | 460    | 1 título       |
| Actualizado al último partido jugado el 14 de abril de 2022. |       |     |     |    |    |     |     |      |        |                |

## Palmarés
En el total de sus secciones, el club cuenta con 9 títulos internacionales (1 en fútbol y 8 en fútbol femenino) y 23 títulos nacionales (7 en fútbol y 16 en fútbol femenino).
Nota: en negrita competiciones vigentes en la actualidad.

### Torneos nacionales (21)
| Competición nacional              | Títulos                                                        | Subcampeonatos                               |
| --------------------------------- | -------------------------------------------------------------- | -------------------------------------------- |
| Primera División de Francia (7/5) | 2001-02, 2002-03, 2003-04, 2004-05, 2005-06, 2006-07, 2007-08. | 1994-95, 2000-01, 2009-10, 2014-15, 2015-16. |
| Copa de Francia (5/4)             | 1963-64, 1966-67, 1972-73, 2007-08, 2011-12.                   | 1962-63, 1970-71, 1975-76, 2023-24.          |
| Supercopa de Francia (8/4)        | 1973, 2002, 2003, 2004, 2005, 2006, 2007, 2012.                | 1967, 2008, 2015, 2016.                      |
| Copa de la Liga (1/5)             | 2000-01.                                                       | 1995-96, 2006-07, 2011-12, 2013-14, 2019-20. |
|                                   |                                                                |                                              |
| Ligue 2 (3/0)                     | 1950-51, 1953-54, 1988-89.                                     |                                              |

### Torneos internacionales (1)
| Competición internacional       | Títulos | Subcampeonatos |
| ------------------------------- | ------- | -------------- |
| Copa Intertoto de la UEFA (1/0) | 1997.   |                |

### Palmarés total
| Olympique de Lyon                                                             | 7 | 5 | 8 | 1 | 3 | 1 | 22 |
| Datos actualizados a la consecución del último título el 28 de abril de 2012. |   |   |   |   |   |   |    |

### Otros logros
- Semifinal UEFA Champions League (2): 2009-10, 2019-20.
- Semifinal UEFA Europa League (1): 2016-17.

## Medios de comunicación
El Olympique de Lyon tiene su propio canal de televisión el OL TV que fue fundado el 27 de julio de 2005. Ofrece dentro de su programación noticias diarias sobre la vida del club y los resultados deportivos. Su sede se encuentran cerca del centro de formación. La información sobre el club también se transmite a diario en el canal local Télé Lyon Métropole. También existen alianzas con estaciones de radio nacionales. La radio RTL y el canal oficial del club se asociaron para algunas transmisiones; este es también el caso de Europa 1 o Radio Espace.

## Otros equipos

### Equipo femenino
Juega actualmente en la primera división de Francia, la División 1 Féminine. El equipo femenino se creó en la década de 1970 como parte del FC Lyon, pero se incorporó al OL en el verano de 2004. La mayoría de ellos juegan sus partidos en casa en el Groupama OL Training Center, a 200 metros del Parc Olympique Lyonnais, el estadio principal. 